# Давид-Бек (фильм)
«Давид-Бек» — фильм о героической борьбе армянских патриотов под предводительством выдающегося полководца XVIII века Давид-Бека за освобождение родины от персидских завоевателей. Премьера фильма состоялась 14 февраля 1944 года в Москве.

## Сюжет
В начале XVIII века Армения находилась под игом персидского шаха. Разрозненные армянские княжества не могли противостоять силе его наместника Асламаз-Кули-хана.

## В ролях
- Грачья Нерсесян — Давид-Бек (дублирует Николай Боголюбов)
- Авет Аветисян — мелик Франгюль (дублирует Рубен Симонов)
- Татьяна Акопян (Асмик) — няня
- Арусь Асрян — Зейнаб
- Григорий Аветян — летописец
- Левон Зорабян — Баяндур
- Мурад Костанян — Рашид-Мирза (дублирует Сергей Мартинсон)
- Давид Малян — князь Степанос Шаумян (дублирует Александр Хвыля)
- Тигран Айвазян — Тигран
- Валентин Маргуни — Асламаз Кули Хан (дублирует Лев Свердлин)
- Фрунзе Довлатян — внук мелика Мансура (дублирует Евгений Самойлов)
- Татьяна Махмурян — Гаяне
- Л. Шахпаронян — Гор
- Владимир Ершов — Пётр I
- Евгений Самойлов — Касьянов
- Лев Свердлин — русский посол
- Иван Перестиани — посланник Папы
- Арман Котикян — Ахмет
- Давид Погосян — поэт
- Р. Степанян — Тарас
- Татевос Сарьян — Мелик Варсадан (нет в титрах)
- Нина Алтунян — эпизод (нет в титрах)

## Технические данные
- Фильм снят по чёрно-белой технологии
- Автор текста песен Аветик Исаакян